# Wihwin
 (novembre 2022).
Wihwin est le nom donné à un esprit aquatique malveillant d'Amérique centrale, particulièrement associé à la tribu Miskito. Les créatures mythologiques semblables autour du monde incluent le kelpie en Ecosse, le bäckahäst scandinave et le bunyip australien. Bien qu'il s'agisse d'un démon marin, il rôde à travers les crêtes des montagnes pendant les mois d'été.
Le monstre en forme de cheval a « des mâchoires entourées d'horribles dents », qu'il utilise pour consommer des humains et d'autres proies qu'il trouve lors de ses chasses nocturnes.